# 969 a.C.

## Eventos
- Hiram I sobe ao trono.